# يوتا لامبه
يوتا لامبه (بالألمانية: Jutta Lampe )‏ (و. 1937 – م) هي ممثلة، وممثلة مسرحية، وممثلة أفلام من ألمانيا. ولدت في فلنسبورغ.

## جوائز
حصلت على جوائز منها:
- ضابط الصليب من وسام استحقاق جمهورية ألمانيا الاتحادية
- وسام الاستحقاق للفنون والعلوم
- وسام الاستحقاق (بروسيا).

## وصلات خارجية
- يوتا لامبه على موقع IMDb (الإنجليزية)
- يوتا لامبه على موقع روتن توميتوز (الإنجليزية)
- يوتا لامبه على موقع مونزينجر (الألمانية)
- يوتا لامبه على موقع ألو سيني (الفرنسية)
- يوتا لامبه على موقع ميوزك برينز (الإنجليزية)
- يوتا لامبه على موقع أول موفي (الإنجليزية)
- يوتا لامبه على موقع قاعدة بيانات الأفلام السويدية (السويدية)
- يوتا لامبه على موقع ديسكوغز (الإنجليزية)
- يوتا لامبه على موقع قاعدة بيانات الفيلم (الإنجليزية)
- يوتا لامبه على موقع كينوبويسك (الروسية)